# Talunamba
Talunamba is een bestuurslaag in het regentschap Banjarnegara van de provincie Midden-Java, Indonesië. Talunamba telt 1448 inwoners (volkstelling 2010).